# Karel Lamač
Karel Lamač (n. 27 ianuarie 1897, Praga, Austro-Ungaria – d. 2 august 1952, Hamburg, RFG) a fost un regizor, actor, scenarist, producător de film și cântăreț ceh. A regizat peste 100 de filme în Cehoslovacia, Austria, Germania, Țările de Jos și Regatul Unit.

## Biografie
Lamač s-a născut la 27 ianuarie 1897 la Praga, în Austro-Ungaria. Părinții săi au fost Karel Lamač sr. (1863–1938), cântăreț de operă și farmacist și Františka Lamačová (n. Prusíková, 1860–1949). În copilărie, Lamač a fost interesat de farmacie, inginerie electrică, magie de scenă și actorie. Înainte de Primul Război Mondial, a fost ucenic în compania de producători de aparate de filmat Ernemann din Dresda. În timpul războiului a fost cameraman pe front. După război a devenit director tehnic al laboratorului de film Excelsiorfilm. A început să lucreze în cinematografie în 1918, mai întâi ca actor, mai târziu ca scenarist și regizor. Printre cele mai bune filme ale sale din această perioadă se numără drama de crimă Otrávené světlo, comedia Catch Him! și drama Bílý ráj. În 1923 a scris o carte Cum se scrie un libret de film. Colaboratorii săi frecvenți au fost actrița Anny Ondra, directorul de imagine Otto Heller⁠(d) și scenaristul Václav Wasserman⁠(d). În 1926 a co-fondat un studio de film, Kavalírka, unde și-a produs filmele până când acesta a ars în 1929.
În 1930, a fondat o companie de producție Ondra-Lamač Film împreună cu iubita sa de atunci, Anny Ondra, la Berlin. În anii 1930, a produs filme în Germania, Cehoslovacia, Franța și Austria. După ocupația nazistă a Cehoslovaciei, a plecat în Țările de Jos pentru a produce De Spooktrein⁠(d) și apoi în Regatul Unit, unde s-a alăturat armatei cehoslovace. A servit în RAF până în 1941 și în divizia de infanterie până în 1946. A realizat documentare de război și trei lungmetraje în timpul celui de-al Doilea Război Mondial. După război a produs două filme în Franța. În 1947 a plecat în SUA, unde a lucrat la inovații tehnice ale filmului color și lentilelor camerei. În 1951 s-a întors în Germania și a regizat ultimul său film Hoțul din Bagdad (Die Diebin von Bagdad).
A murit la Hamburg, Germania de Vest, din cauza unor probleme grave cu rinichii.

## Filmografie

### Regizor
| An   | Titlu                                      | Note                                                  |
| ---- | ------------------------------------------ | ----------------------------------------------------- |
| 1919 | The Furious Bridegroom                     | Scurtmetraj. Considerat film pierdut.                 |
| 1919 | Chord of Death                             | Considerat film pierdut.                              |
| 1920 | Gilly poprvé v Praze                       |                                                       |
| 1921 | Otrávené světlo                            |                                                       |
| 1923 | The Lumberjack                             |                                                       |
| 1924 | Bílý ráj                                   |                                                       |
| 1925 | Catch Him!                                 |                                                       |
| 1925 | Karel Havlíček Borovský                    | Considerat film pierdut.                              |
| 1925 | Lucerna                                    |                                                       |
| 1926 | Hraběnka z Podskalí                        | Considerat film pierdut.                              |
| 1926 | Dobrý voják Švejk                          |                                                       |
| 1926 | Schweik at the Front                       |                                                       |
| 1926 | Velbloud uchem jehly                       | Considerat film pierdut.                              |
| 1927 | The Old Dad Bezoušek                       |                                                       |
| 1927 | A Flower of the Šumava Mountains           | Considerat film pierdut.                              |
| 1927 | Sweet Josefine                             | Considerat film pierdut.                              |
| 1928 | Dcery Eviny                                |                                                       |
| 1928 | Der erste Kuß                              |                                                       |
| 1928 | Saxophon-Susi                              |                                                       |
| 1928 | Der erste Kuß                              |                                                       |
| 1929 | Sin                                        | Considerat film pierdut.                              |
| 1929 | Sinful and Sweet                           |                                                       |
| 1929 | Sin of a Beautiful Woman                   |                                                       |
| 1929 | The Girl with the Whip                     |                                                       |
| 1929 | The Caviar Princess                        |                                                       |
| 1930 | Das Mädel aus U.S.A.                       |                                                       |
| 1929 | Fairground People                          |                                                       |
| 1930 | Imperial and Royal Field Marshal           |                                                       |
| 1930 | K. und K. Feldmarschall                    | Versiunea germană a Imperial and Royal Field Marshal  |
| 1930 | Monsieur le maréchal                       | Versiunea franceză a Imperial and Royal Field Marshal |
| 1930 | Eine Freundin so goldig wie Du             |                                                       |
| 1931 | Him and His Sister                         |                                                       |
| 1931 | Er und seine Schwester                     | Versiunea germană a Him and His Sister                |
| 1931 | The Squeaker                               |                                                       |
| 1931 | Business Under Distress                    |                                                       |
| 1931 | Die Fledermaus                             |                                                       |
| 1931 | Wehe, wenn er losgelassen                  |                                                       |
| 1931 | La Chauve-Souris (film)⁠(fr)[traduceți]     | Co-regizat cu Pierre Billon                           |
| 1932 | Mamsell Nitouche                           |                                                       |
| 1932 | A Night in Paradise                        |                                                       |
| 1932 | Une nuit au paradis                        |                                                       |
| 1932 | Lelíček in the Services of Sherlock Holmes |                                                       |
| 1932 | The Undertaker                             |                                                       |
| 1932 | Die grausame Freundin                      |                                                       |
| 1932 | Faut-il les marier?                        |                                                       |
| 1932 | The Ringer                                 |                                                       |
| 1932 | Kiki                                       |                                                       |
| 1932 | Baby                                       |                                                       |
| 1933 | Daughter of the Regiment                   |                                                       |
| 1933 | La fille du régiment                       | Versiunea franceză a Daughter of the Regiment         |
| 1933 | Fräulein Hoffmanns Erzählungen             |                                                       |
| 1933 | The Good Tramp Bernášek                    |                                                       |
| 1933 | Jindra, the Countess Ostrovín              |                                                       |
| 1933 | The Love Hotel                             |                                                       |
| 1933 | Orchesterprobe                             | Scurtmetraj                                           |
| 1934 | So ein Theater!                            | Scurtmetraj                                           |
| 1934 | Der verhexte Scheinwerfer                  |                                                       |
| 1934 | The Switched Bride                         | Scurtmetraj                                           |
| 1934 | L'amour en cage                            |                                                       |
| 1934 | Karneval und Liebe                         |                                                       |
| 1934 | Little Dorrit                              |                                                       |
| 1934 | Frasquita                                  |                                                       |
| 1934 | The Brenken Case                           |                                                       |
| 1934 | Polská krev                                |                                                       |
| 1934 | Polish Blood                               | Versiunea germană a Polská krev                       |
| 1934 | Nezlobte dědečka                           |                                                       |
| 1935 | Knockout                                   |                                                       |
| 1935 | Großreinemachen                            |                                                       |
| 1935 | Ich liebe alle Frauen                      |                                                       |
| 1935 | J'aime toutes les femmes                   | Versiunea franceză a Ich liebe alle Frauen            |
| 1935 | The White Horse Inn                        |                                                       |
| 1935 | The Young Count                            |                                                       |
| 1936 | The Postman from Longjumeau                |                                                       |
| 1936 | Der schüchterne Casanova                   |                                                       |
| 1936 | Flitterwochen                              |                                                       |
| 1936 | On the Green Meadow                        |                                                       |
| 1936 | Where the Lark Sings                       |                                                       |
| 1937 | The Hound of the Baskervilles              |                                                       |
| 1937 | A Girl from the Chorus                     |                                                       |
| 1937 | Vor Liebe wird gewarnt                     |                                                       |
| 1937 | Peter im Schnee                            |                                                       |
| 1937 | Grounds for Divorce                        |                                                       |
| 1937 | Cause for Divorce                          | Versiunea germană a Důvod k rozvodu                   |
| 1937 | The Vagabonds                              |                                                       |
| 1937 | Pat und Patachon im Paradies               |                                                       |
| 1937 | Florentine                                 |                                                       |
| 1938 | Immer wenn ich glücklich bin..!            |                                                       |
| 1938 | Forbidden Love                             |                                                       |
| 1938 | Frühlingsluft                              |                                                       |
| 1938 | Ducháček Will Fix It                       |                                                       |
| 1938 | The Lantern                                |                                                       |
| 1938 | Watch Out for the Ghosts                   |                                                       |
| 1939 | Place de la Concorde                       |                                                       |
| 1939 | Slávka, Don't Give In!                     |                                                       |
| 1939 | U pokladny stál...                         |                                                       |
| 1939 | De Spooktrein                              |                                                       |
| 1940 | Narcisse                                   |                                                       |
| 1943 | Schweik's New Adventures                   |                                                       |
| 1943 | They Met in the Dark                       |                                                       |
| 1944 | It Happened One Sunday                     |                                                       |
| 1947 | La Colère des dieux                        |                                                       |
| 1947 | Une nuit à Tabarin                         |                                                       |
| 1952 | The Thief of Bagdad                        |                                                       |

### Actor
- Gilly poprvé v Praze⁠(d) (1920)[14]
- Otrávené světlo (1921)[15]
- Příchozí z temnot⁠(d) (1921)[16]
- Hütet eure Töchter⁠(d) (1922)[17]
- Führe uns nicht in Versuchung⁠(d) (1922)[18]
- Der junge Medardus⁠(d) (1923)[19]
- Helena⁠(d) (1924)[20]
- Der geheime Agent (1924)[21]
- Bílý ráj (1924)[22]
- Lucerna (1925)[23]
- Dcery Eviny (1928)[24]

### Producător
- Der Doppelgänger (1934)[25]